# 坎顿 (俄亥俄州)
坎顿（英語：Canton）位于美国俄亥俄州东北部，是斯塔克郡的行政中心，人口约7万。

## 历史
坎顿建于1805年。据E·T·希尔德（E. T. Heald）的系列书籍《斯塔克县故事》（The Stark County Story），坎顿在1822年建制时是一座村庄，而在1838年成为城市。
为坎顿的土地分区的测量师比撒列·韦尔斯（Bezaleel Wells）将其命名为“Canton”，亦即中國广州的传统英文名称。此举是为了纪念他仰慕的一名商人约翰·奥唐奈（John O'Donnell）。奥唐奈是第一个将货物从广州运输到巴尔的摩的人，并因此将自己在马里兰州的种植园命名为“Canton”。
坎顿是威廉·麦金莱总统的第二故乡。麦金莱1867年前后在这里开始律师生涯，且在1868年至1871年间担任斯塔克郡检察长。该城是麦金莱成功竞选俄亥俄州长期间的居住地，亦是他在1896年及1900年总统选举期间进行门廊竞选的地方。1907年揭幕的威廉·麦金莱总统图书馆暨博物馆及麦金莱国家纪念堂均坐落于此。
坎顿是國家美式橄欖球聯盟的發源地，也是職業美式足球名人堂的地點。